# Déclin de la dynastie Joseon
La dynastie Joseon, établie à la fin du XIVe siècle en Corée, avait connu deux longues périodes de prospérité aux XIVe et XVe siècles ainsi qu'au XVIIIe siècle. Or, après les invasions japonaises et mandchoues de la fin du XVIe et du début du XVIIe siècle, le royaume s'était refermé sur lui-même, les classes dirigeantes refusant toute influence extérieure. La société coréenne, déjà divisée en classes sociales rigides, se sclérose et n'évolue plus, malgré des tentatives de réforme au XVIIIe siècle. La réaction conservatrice du XIXe siècle provoque de forts mouvements de contestation et des révoltes, ce qui affaiblit le pays au point qu'il n'arrive pas à repousser des interventions étrangères (occidentales et japonaises). Pendant cette période, la Corée est surnommée le royaume-ermite. Le XIXe siècle voit donc le déclin de la Corée. Aucune réforme n'ayant pu aboutir en raison d'une élite, les Ryangban (량반, 兩班), attachée à ses privilèges et de l'agressivité croissante des puissances étrangères, et ceci jusqu'à la colonisation japonaise, à partir de 1905.

## L'effervescence intellectuelle desXVIIIeetXIXesièclesconfrontée au réel
En conséquence des difficultés de la dynastie, des luttes internes sanglantes et des invasions étrangères, le confucianisme est totalement déconsidéré. Alors qu'il prétend assurer la force de l'État et le bien-être terrestre des Hommes, il concourt à l'affaiblissement du premier et au malheur des seconds. Du XVIIe siècle à la fin du XVIIIe siècle, divers mouvements de pensée tentent de se poser en rival à ce mode de pensée.

### Les «études pratiques» (silhak) et leur échec face au réel
Un mouvement intellectuel, inspiré par l'œuvre du Chinois Gu Yanwu, se crée chez un certain nombre de lettrés coréens, en réaction à l'orthodoxie confucéenne toute-puissante. Ce courant est nommé silhak, ce qui signifie « études pratiques ». Il s'inspire des études critiques des textes confucéens en Chine (kaozheng xue), et constitue une école : le sirhakpa. Il remet en cause le fonctionnement autoritaire et fermé de la caste des yangban : une élite de paysans et de commerçants enrichis, constituée théoriquement de lettrés issus du concours mandarinal, mais cette élite s'est transformée, au fil du temps en une aristocratie héréditaire. Le titre de yangban pouvait, d'ailleurs, s'acheter ; ce que met en scène le roman Yangban-jeon — L'Histoire du yangban de Park Ji-won (1737-1805), sorte de Beaumarchais coréen, partisan convaincu du mouvement sirhak. Les voyageurs coréens dans la Chine de Qianlong (r. 1735-1796) rédigèrent des petits traités qui, décrivant la société chinoise, en profitaient pour critiquer la société coréenne.
Politiquement, les solutions proposées ne sont pas révolutionnaires (nomination impartiale des fonctionnaires, cessation des trafics d'influence, fin des luttes de factions), et conservent la monarchie servie par un corps de fonctionnaires, car elles sont issues de ce corps de fonctionnaires. Économiquement, les propositions sont plus importantes : redistributions des terres, libre commerce avec les puissances étrangères.
L'un des plus éminents penseurs de ce mouvement, Pak Se-dang, est mis à mort en 1703. Mais le mouvement prend de l'ampleur, jusqu'au roi Jeongjo, dont les 24 années de règne (r. 1776-1800) auraient pu révolutionner Joseon de fond en comble. Celui-ci s'entoure de lettrés les plus en faveur du mouvement et les rattache à la Bibliothèque royale. Tous sont censés proposer des réformes. Ils partagent la même haine à l'égard de la dérive aristocratique des yangban. Une réforme consistera donc à privilégier le talent sur la naissance pour les concours de recrutement mandarinaux. Par ailleurs, les esclaves sont affranchis afin de favoriser le déboisement et l'extension des terres agricoles. De nouvelles cultures, la double récolte de riz et d'orge, les cultures de millet et de soja fournirent des ressources croissantes. Mais au-delà de cet esprit de réforme, le souverain s'engage dans des réalisations de prestige ruineuses, les paysans, artisans, maçons et charpentiers ayant été payés et non soumis à la corvée. À sa mort les yangban et les grandes familles reprennent leurs prérogatives et le pays, en pleine croissance démographique et qui manque de terres cultivables, s'enfonce dans la crise, laquelle est accentuée par les sécheresses et inondations qui touchent de plein fouet le pays en 1803 et 1822, puis de 1845 à 1847. La pression fiscale et la spéculation accentuent les tensions. Les métayers doivent souvent verser la moitié de leurs récoltes. Tout cela entraine des jacqueries réprimées dans le sang (1811-12 et 1833, puis 1862). L'esprit de réforme du XVIIIe siècle aura plutôt tendu vers un retour coréen aux sources néoconfucianistes, et se sera complu dans des utopies, plutôt que dans la réalisation des réformes profondes dont le pays avait besoin.

### Introduction du catholicisme et de la science occidentale (seohak)
La Compagnie de Jésus à la cour impériale chinoise est protégée par un statut particulier et propage certains savoirs occidentaux, certaines techniques, l'horloge, la cartographie et l'établissement du calendrier retiennent l'attention des érudits coréens dès le XVIIe siècle. Les Coréens érudits, les lettrés dont certains du mouvement silhak, qui se rendaient à Pékin lors de l'ambassade tributaire annuelle entraient en contact avec la doctrine  catholique. Cette religion suscite rapidement des vocations, notamment quand des traductions chinoises des travaux du missionnaire Matteo Ricci arrivent en Corée. Matteo Ricci y avait traité de la science occidentale, notamment du calendrier solaire occidental plus précis qu'en Chine, et d'autres sujets philosophiques et scientifiques.
Le roi Jeongjo s'inquiète en 1786 de la diffusion des idées catholiques et les condamne, puis persécute missionnaires et convertis. Le prêtre chinois Chou Wen-mo (Jacques Tsiou), présent secrètement en Corée depuis 1794, est ainsi exécuté en 1804, peu après la mort du roi en 1800. L'Église de Corée continue néanmoins à se développer, mais reste marquée par son origine étrangère (occidentale et chinoise), et cantonnée dans son opposition au confucianisme. Les persécutions provoquent toutefois les premiers contacts directs avec l'Occident (voir intervention française).

### Mouvement Donghak (savoir oriental)
Le mouvement Donghak nait en 1859 de la synthèse opérée par un homme, Choe Je-u (1824-1864), au charisme important, entre néo-confucianisme, bouddhisme et chamanisme. Il excite la xénophobie et le rejet de l'Occident, et profite de l'inquiétude provoquée par l'apparition du catholicisme pour prendre rapidement de l'importance. Mais, critiquant l'organisation sclérosée et l'inégalité de la société, Ch'oe Che-U est rapidement arrêté et exécuté. Les Donghak sont néanmoins présents dans toutes les révoltes populaires du XIXe siècle, dont celle qui provoque la guerre sino-japonaise de 1894, la rébellion paysanne du Donghak.
De nombreux historiens y ont vu un lien avec les sectes chinoises du Lotus blanc, actives depuis l'époque des Ming.

## Les interventions occidentales au «royaume ermite» (XIXesiècle)
À cette époque, la population de la péninsule se stabilise à environ sept millions d'habitants, contre cinq millions au XVIIe siècle. Nombre d'entre eux se convertissent au catholicisme dans les années 1820 et 1830, au point qu'un vicariat apostolique est créé, et que les persécutions reprennent, les missionnaires étant décapités.
L'intervention française est motivée par ces persécutions, et légitimée par la Chine suzeraine. Celle-ci délègue à la France, en la personne de l'amiral Cécille, le droit d'en demander des explications et d'en obtenir réparation (en août 1845.). Les choses en restent cependant là, un nouveau roi monté sur le trône ayant suspendu les persécutions, et les évènements en Chine (traités de Tsien-Tsin et de Pékin, destruction du palais Yuan-ming-Yuan) incitant à plus de prudence. Mais un revirement du régent Daewongun provoque en 1866 le massacre de 10 000 catholiques coréens, et de neuf missionnaires français. En réponse, l'amiral Roze, après une reconnaissance en septembre, dirige une expédition punitive, qui aboutit le 16 octobre au pillage du monastère de l'île de Ganghwa, d'où proviennent 297 manuscrits et 45 livres imprimés conservés depuis à la Bibliothèque nationale de France. Le butin comporte également drapeaux, canons, huit mille fusils, vingt caisses de lingots d'argent, laques et jades. Le 11 novembre, le bombardement de Séoul aboutit à la libération de deux missionnaires français.
Après le massacre des marins du voilier General Sherman, les Américains tentent une opération similaire. Ils prennent trois forts de l'île de Ganghwa le 10 juin 1871, sans aller au-delà.

## Le Japon prend progressivement le pouvoir

### Empire coréen
Dans le dernier tiers du XIXe siècle, la Corée est l'enjeu de rivalités entre le Japon et la Chine. Le Japon, dont l'ouverture a été forcée après l'épisode des « Navires noirs », contrairement à la Corée et à la Chine, a pleinement adopté les progrès représentés par l'Occident, poussés par les Français auprès du shogun et les Américains auprès de l'Empereur qui sort vainqueur de la restauration Meiji : constitution, industrialisation, modernisation de l'armée, suppression des castes. Se jugeant dès lors supérieur à ses deux voisins, il entreprend de faire passer une partie du continent asiatique sous sa domination.

### L'ouverture forcée de la Corée à l'extérieur
Le 26 février 1876, à l'issue d'une courte campagne navale, le traité de Gangwha est signé entre la Corée et le Japon, qui ouvre le pays au commerce avec le Japon. Ce traité est rédigé en japonais et en chinois. Il ouvre la Corée au Japon : trois ports lui sont ouverts, il obtient la clause de la nation la plus favorisée, des taux de douanes réduits lui sont accordés, ainsi qu'une représentation diplomatique et l'extraterritorialité de ses ressortissants. Les actions brutales de collecte du riz dans les campagnes entraînent le début d'une émigration des paysans coréens (environ 3000 par an).
Dans les années qui suivent, d'autres traités similaires sont signés avec les puissances occidentales (France, Royaume-Uni, Belgique, Allemagne, Russie, États-Unis). D'autres ports sont progressivement ouverts au commerce étranger, des concessions (mines, télégraphe, chemin de fer) sont accordées aux puissances étrangères.
L'arrivée des étrangers en Corée provoque des tensions sociales importantes. Des jeunes des élites progressistes admiratrices du Japon, souhaitent s'inspirer du modèle japonais de l'ère Meiji pour moderniser le pays. Le 4 décembre 1884, la révolution Kapsin a lieu : une poignée de ces jeunes cadres réformistes s'empare, pendant quelques jours, du palais, forme un gouvernement et prétend chasser les Chinois ; elle échoue. Mais la population en profite pour se tourner contre le quartier japonais, la légation japonaise est incendiée. Le contingent chinois rétablit l'ordre. L'année suivante, au traité de Tianjin, le Japon et la Chine s'entendent pour conserver leur influence sur la Corée.

### Le Japon prend le contrôle de la Corée
Les frustrations sociales sont exacerbées, et une révolte paysanne éclate dans le sud-est de la péninsule, encadrée par le mouvement Donghak, début 1894. Le 4 juin, le roi Kojong demande l'aide de son suzerain, la Chine. Le Japon intervient et met en place un gouvernement provisoire le 23 juillet, puis affronte militairement les Chinois. Il déclare la guerre à la Chine le 1er août, l'écrase, prend Port-Arthur en Mandchourie et réprime la rébellion Donghak.
Le conflit est réglé par le traité de Shimonoseki, le 17 avril 1895. La Chine n'est plus suzeraine de la Corée. La Russie lui succède comme rivale du Japon pour le contrôle de la Mandchourie et de la Corée. Le Japon reste seul maître en Corée.
Le 8 octobre, l'ambassadeur japonais en Corée Miura Goro fait assassiner la reine Min, épouse de Kojong. Le gouvernement qu'il nomme met en place en 1896 d'autres réformes, dites réformes Gabo. Les 208 mesures mettent fin à la société confucéenne coréenne traditionnelle :
- abolition de l'organisation de la société en classes ;
- suppression du concours d'entrée dans la fonction publique, qui existait depuis 1000 ans ;
- suppression de traditions confucéennes (comme le chignon viril traditionnel (sangu)) ;
- instauration d'une constitution :
  - séparation du domaine royal et du domaine d'État ;
  - séparation des pouvoirs (cabinet ministériel, conseil législatif) ;
  - centralisation.

En 1897, Gojong change le nom de la Corée de Joseon en "Empire de Tachan" .
En 1900-1901, la France obtient le contrôle des postes et télécommunications, puis des concessions dans le chemin de fer.
La guerre russo-japonaise a lieu essentiellement en Corée et en Mandchourie. Le Japon victorieux en profite pour faire reconnaître sa domination en Corée au traité de Portsmouth (5 septembre 1905), mais le traité de protectorat (17 novembre) n'est ratifié que par la force par Gojong. Celui-ci abdique en juillet 1907 en faveur de son fils Sunjong. Le Premier ministre, Li Wan-Yong (1858-1926), collabore activement avec les Japonais.
Mais ce protectorat n'est absolument pas accepté par la population, et le 26 octobre 1909, le représentant du Japon en Corée, Itō Hirobumi est assassiné par An Jung-geun. En réaction, le Japon annexe la Corée le 29 août 1910, et dépose Sunjong pour mettre en place un gouvernement militaire. La nouvelle province est nommée Joseon.

### Le dernier roi
En prenant le contrôle de la péninsule, les Japonais intègrent de force la dynastie Joseon dans leur vaste famille impériale. Quand Gojong abdique, ses fils les princes Sunjong et Yongchin sont déportés au Japon, pour y être éduqués à la japonaise, comme les otages antiques.
En 1947, la famille royale coréenne perd ses titres sur ordre du général MacArthur. Elle émigre aux États-Unis, et devient une famille américaine.